# 2021年中国金鸡百花电影节
2021年中国金鸡百花电影节暨第34届中国电影金鸡奖于2021年12月28日—30日在中国厦门举行，由中国文联、中国电影家协会、厦门市人民政府共同主办。